# Leubnitz
Leubnitz là một đô thị thuộc huyện Vogtland, bang Sachsen, Đức. Đô thị Leubnitz có diện tích 29,64 km², dân số thời điểm ngày 31 tháng 12 năm 2006 là 1469 người.